# Daily Record (Morristown)
The Daily Record est une édition locale du quotidien national USA Today, détenue par Gannett publiée sept jours par semaine dans le comté de Morris dans le New Jersey. Son siège social est situé à Parsippany-Troy Hills. 
Le Daily Record dessert la grande région du comté de Morris dans le nord du New Jersey, le comté d'Essex et la banlieue sud-ouest de New York. Il appartient à Gannett, qui l'a acheté au Goodson Newspaper Group en 1998. Goodson était propriétaire du journal depuis 1987.